# Plan de Limón, Atzalan
Plan de Limón är en ort i Mexiko.   Den ligger i kommunen Atzalan och delstaten Veracruz, i den sydöstra delen av landet, 210 km öster om huvudstaden Mexico City. Plan de Limón ligger 513 meter över havet och antalet invånare är 191.
Terrängen runt Plan de Limón är huvudsakligen kuperad, men söderut är den bergig. Runt Plan de Limón är det ganska tätbefolkat, med 93 invånare per kvadratkilometer. Närmaste större samhälle är Atzalan, 16,4 km söder om Plan de Limón. I omgivningarna runt Plan de Limón växer i huvudsak städsegrön lövskog.